# Riding Rivals
Pour plus de détails, voir Fiche technique et Distribution.
Riding Rivals est un film américain réalisé par Richard Thorpe, sorti en 1926.

## Synopsis
Tous deux aiment la même fille. Tous deux veulent être shérif. Ils se battent. Un de deux est tué. Qui a tiré la balle cause de la disgrâce de Wally Carter ?

## Fiche technique
- Titre original : Riding Rivals
- Réalisation : Richard Thorpe
- Scénario : Betty Burbridge
- Société de production : Action Pictures
- Société de distribution : Weiss Brothers Artclass Pictures
- Pays de production :  États-Unis
- Langue originale : anglais
- Format : noir et blanc — 35 mm — 1,37:1 — Film muet
- Genre : Western
- Durée : 5 bobines
- Date de sortie :
  - États-Unis : 2 mai 1926

## Distribution
- Wally Wales : Wally Carter
- Charles Colby
- Frank Ellis